# Kościół Podwyższenia Krzyża Świętego w Domaszczynie
Kościół Podwyższenia Krzyża Świętego w Domaszczynie – późnogotycki rzymskokatolicki kościół parafialny w podwrocławskin Domaszczynie, Gmina Długołęka.

## Historia
Pierwszym kościołem w Domaszczynie był wzmiankowany w 1339 roku drewniany kościół pw. św. Doroty i św. Klemensa. Obecna świątynia pw. Podwyższenia Krzyża Świętego powstała w latach 1565-85 z fundacji Hansa von Dompninga oraz jego żony Katarzyny z domu Kotulińskiej. Kościół został odnowiony w 1733 roku, restaurowany w 1859 roku. W latach 1999–2000 odmalowano wnętrze i odnowiono witraże. 

## Architektura
Kościół późnogotycki, jednonawowy, orientowany, w całości oskarpowany, murowany z cegły, nietynkowany z drewnianymi stropami oraz poligonalnym prezbiterium. Od strony zachodniej czworoboczna sześciokondygnacyjna wieża. 

## Wyposażenie
- gotycka rzeźba św. Anny Samotrzeciej (około 1520 rok)
- barokowa rzeźba Chrystusa Zmartwychwstałego (koniec XVIII wieku)
- ołtarz główny z rzeźbioną grupą Ukrzyżowania (1858)
- neogotyckie witraże Chrystus w Majestacie, św. Karol Boromeusz, Madonna z Dzieciątkiem autorstwa Fritza Geigesa (1896)[3]